# Wadi Shawkah
El Wadi Shawkah o Wadi Shawka (en árabe: وادي شوكة‎, romanizado: Wādī Shokah), es un valle o río seco, con caudal efímero o intermitente, que fluye casi exclusivamente durante la temporada de lluvias, situado al noreste de los Emiratos Árabes Unidos, en el (Emirato de Ras al-Jaima).
Forma su propia cuenca hidrográfica, que tiene una superficie aproximada de 54 kilómetros cuadrados, una longitud aproximada del wadi principal de 24 kilómetros y una elevación máxima de 912 m s.n.m., limitando al sur y al sureste con la divisoria de la cadena montañosa que separa la cuenca del Golfo Pérsico de la cuenca del Golfo de Omán.

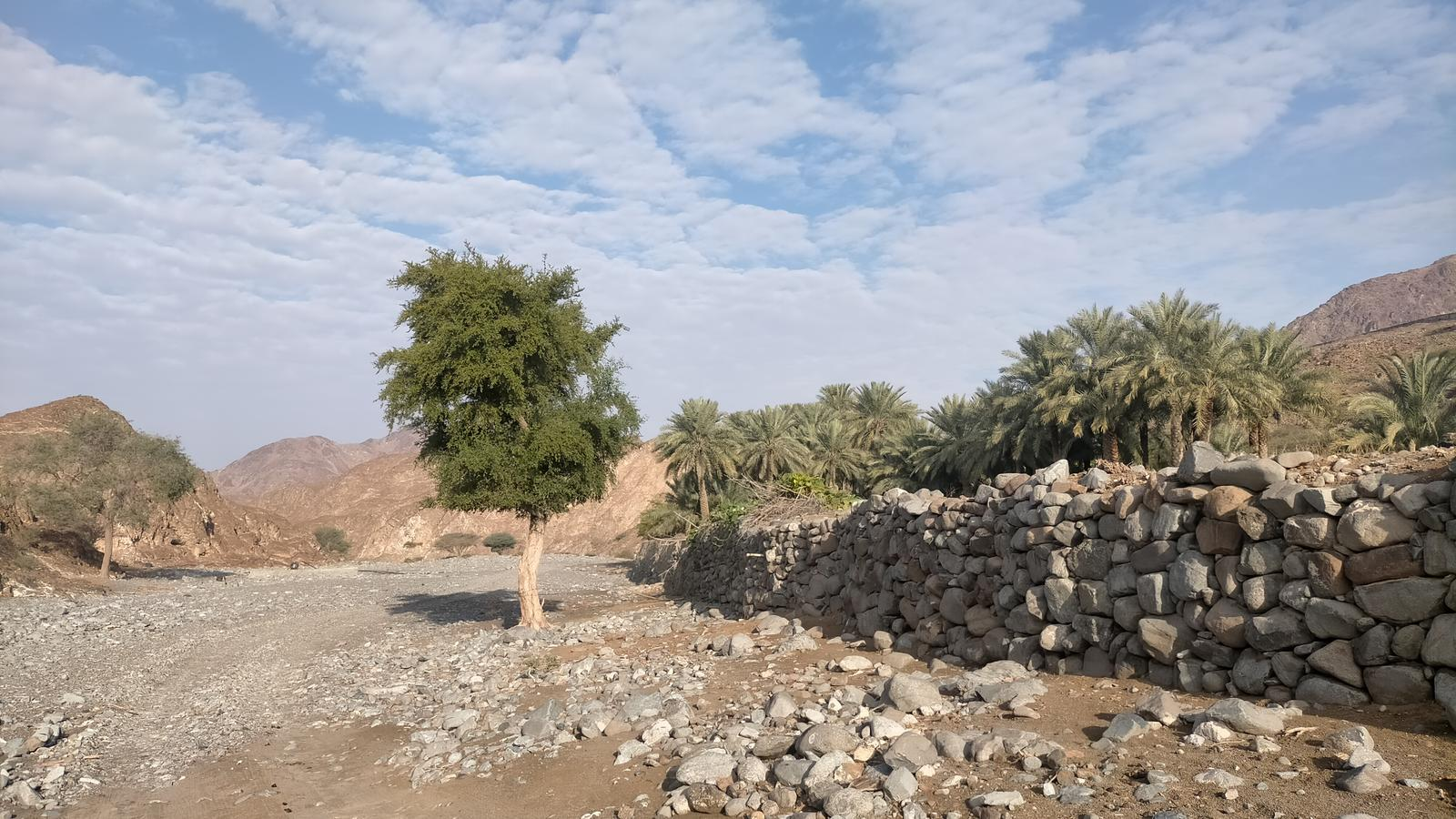
Wadi Shawkah. Pequeñas explotaciones agrarias, a lo largo del curso del wadi

A lo largo de su recorrido, que sigue una trayectoria de este a noroeste, el wadi se nutre de los aportes de aproximadamente 108 barrancos y pequeños afluentes, entre los que cabe destacar el Wadi Al Khari, afluente por la izquierda, ya en su curso bajo.
En su curso alto, se puede situar la fuente más lejana del wadi aproximadamente en un punto equidistante entre el collado o paso de montaña de Najd Abyad (540 m s.n.m.) y la cima más elevada de la cuenca hidrográfica (912 metros).

## Presas, embalses, actividad minera e impacto ambiental
Como la mayoría de los wadis de Emiratos Árabes Unidos y Omán, el Wadi Shawkah, es propenso a sufrir fuertes inundaciones.
Para prevenir el peligro de inundaciones repentinas y aumentar el potencial de recarga de aguas subterráneas, se construyó en 2001, en el cauce del Wadi Shawkah, a 1,7 kilómetros al noreste del pueblo de Shawkah, una presa de 13 metros de altura, con un embalse de 0,1275 km² y capacidad de 0,275 millones de metros cúbicos, denominada Showkah Dam (coordenadas: 25°6′20″N, 56°2′34″E).

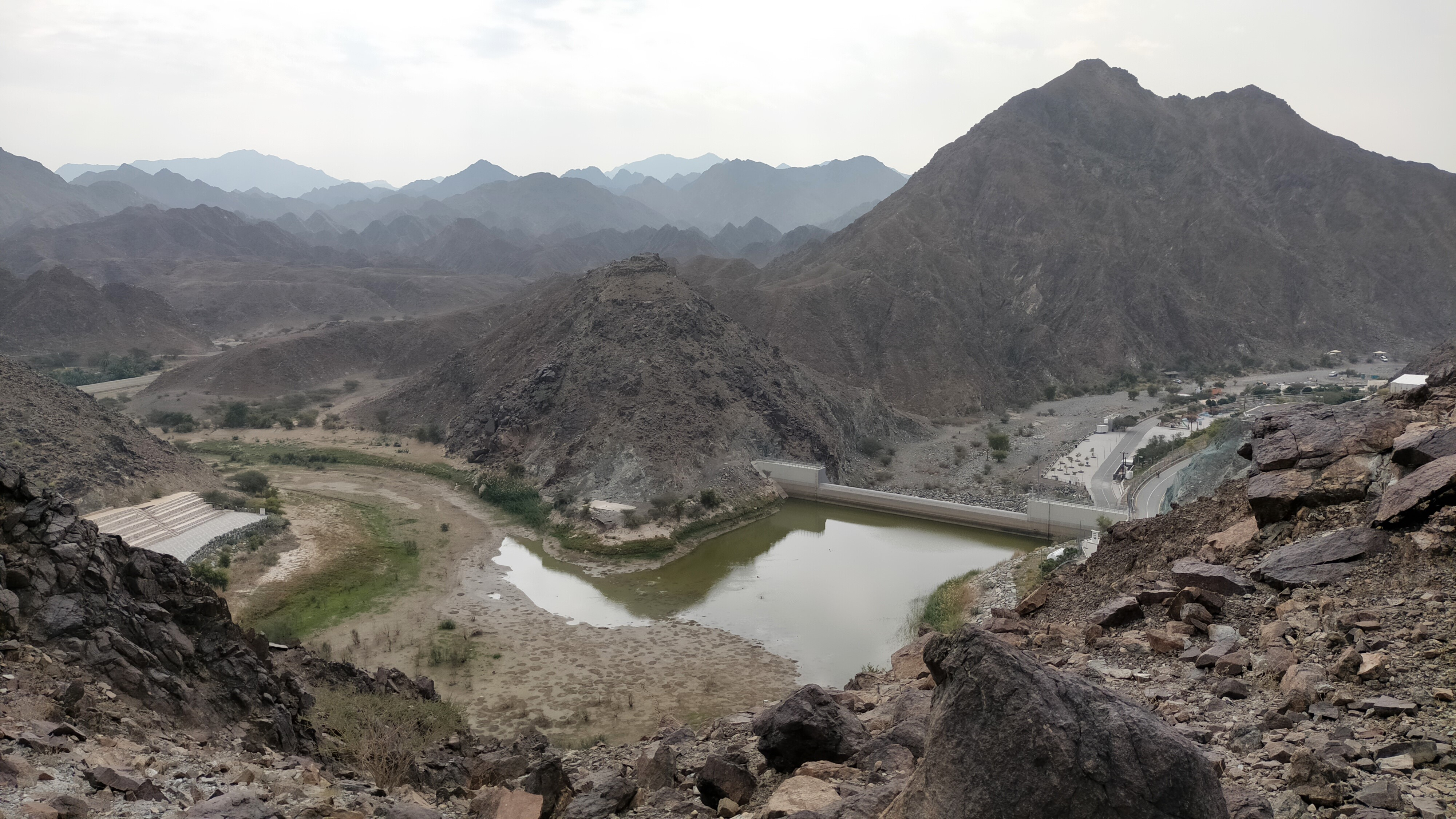
Wadi Shawkah. Vista de la presa principal y embalse

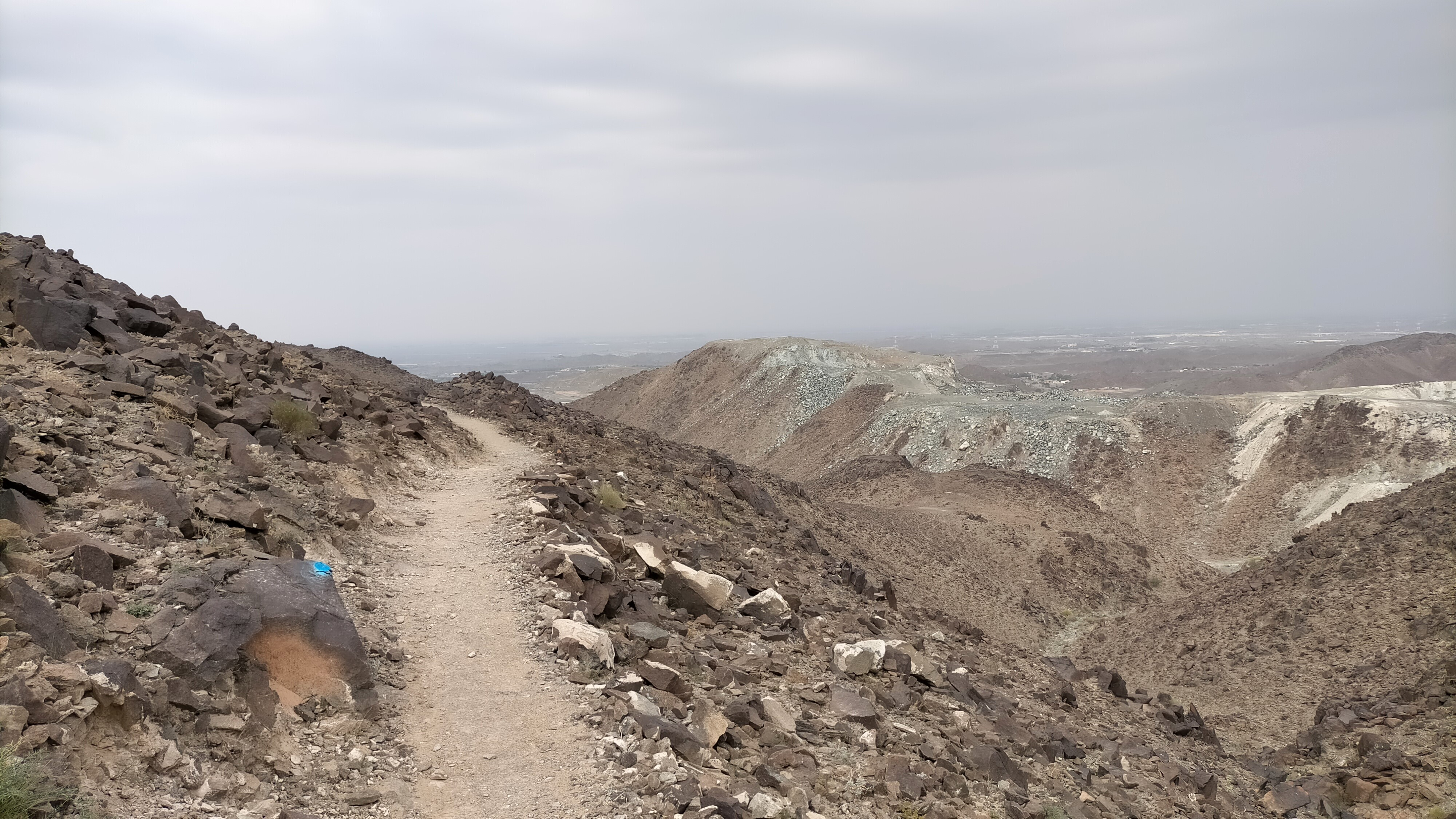
Wadi Shawkah. Daños irreparables al medio natural, a causa de la actividad de grandes canteras y explotaciones mineras a cielo abierto

Simultáneamente, a 3 kilómetros aguas abajo de la anterior (coordenadas: 25°6′19″N, 56°1′9″E), se construyó una segunda presa más pequeña (Showkah Breaker), de 3 metros de altura, con un embalse de 0,02 km² y capacidad de 0,1 millones de metros cúbicos.
A menos de 500 metros de distancia, al noroeste de la presa principal, existe una gran cantera y explotación minera a cielo abierto, que ocupa una superficie aproximada de dos kilómetros cuadrados, que produce una importante polución, con polvo en suspensión, que afecta al curso medio y bajo del Wadi Shawkah y poblaciones cercanas, ocasionando un impacto ambiental muy negativo al medio natural.

## Senderismo y excursionismo
Aunque el Wadi Shawkah ha sido tradicionalmente una zona agrícola, en los últimos años, a partir de la puesta en servicio de la presa principal, se ha ido convirtiendo en un destino destacado para senderistas y excursionistas ocasionales, especialmente en grupos familiares.

## Toponimia
Nombres alternativos: 	Wadi Shawkah, Wādī Shawkah, Wadi Shawka, Wadi Shawqa, Wadi Showka, Wādī Shokah.
Los nombres del Wadi Shawkah y sus afluentes, quedaron registrados en la documentación y mapas elaborados entre 1950 y 1960 por el arabista, cartógrafo, militar y diplomático británico Julian F. Walker, durante los trabajos efectuados para el establecimiento de fronteras entre los entonces denominados Estados de la Tregua, completados posteriormente por el Ministerio de Defensa del Reino Unido, en mapas a escala 1:100.000 publicados en 1971.
En el Atlas Nacional de Emiratos Árabes Unidos consta con la grafía Wādī Shokah.

## Población
El área del Wadi Shawkah estuvo ocupada principalmente por la zona tribal Quwayd / Quwayyid.